# 존 켄드릭 뱅스
존 켄드릭 뱅스(John Kendrick Bangs, 1862년 5월 27일 – 1922년 1월 21일)는 미국의 작가, 편집자이자 풍자가이다.

## 삶
1862년 뉴욕 주에서 태어났다. 미국 근대 문학계를 대표하는 저명한 편집자이자 논설가, 환상문학가, 유머 작가였던 그는 시에서 소설, 희곡, 아동문학에 이르기까지 다양한 분야에 걸쳐 다수의 작품을 남겼다.
특히 풍자와 해학이 가득한 초자연적 허구에의 애착이 남달라 그의 일련의 작품들은 희극적인 색채가 강했고, 주로 사후세계를 무대로 이야기를 전개하였다. 이러한 뱅스 특유의 성향은 곧 하나의 장르로 인정받게 되었고 통칭 뱅스 판타지로 불리게 되었다.
덧붙여 뉴욕 주를 대표하는 교육가로도 유명했던 그는 제1차 세계대전을 전후로 반전운동에 열성적으로 참여하기도 하였다. 그는 1922년 뉴저지에서 죽는다.

## 문헌
- Roger Camerden, A Strange Story (1887)
- Tappleton's Client: or A Spirit in Exile (1893)
- 물귀신, 그리고 그 외 (1894)
- Thurlow's Christmas Story (1894) 
In 2009, The Library of America selected this story for inclusion in its two-century retrospective of American Fantastic Tales, edited by Peter Straub. It can be found in Ghosts I Have Met and Some Others.
- Mr. Bonaparte of Corsica (1895)
- The Bicyclers and Three Other Farces (1896)
- Ghosts I Have Met and Some Others (1898)
- The Dreamers: A Club (1899)
- Over the Plum Pudding (1901)
- Bikey the Skicycle and Other Tales of Jimmieboy (1902)
- Rollo in Emblemland (1902)
- Mollie and the Unwiseman (1902)
- 올림피안의 밤 (1902)
- The Inventions of the Idiot (1904)
- Worsted Man: A Musical Play for Amateurs (1905)
- R. Holmes & Co.: Being the Remarkable Adventures of Raffles Holmes, Esq., Detective and Amateur Cracksman by Birth (1906)
- 부주의 나라의 앨리스: 무지갯빛 꿈 (1907)
- The Whole Family: a Novel by Twelve Authors (1908) – one chapter
- Coffee and Repartee
- Three Weeks in Politics
- Associated Shades 소설:
  - 스틱스 강의 하우스보트 (1895)
  - 하우스보트의 추격 (1897)
  - 마법에 걸린 타자기 (1899)
  - 뮌하우젠 씨: J. K. 뱅스가 쓴 원래 특별한 인터뷰 이전에 예루살렘의 후반 씨 아나니아에 의해 게헨나 공보의 일요일 판에보고, 늦은 히에로니무스 칼 프리드리히, 보덴베르더의 언젠가 바론 뮌 하우젠의 스틱스 넘어 최근 모험 중 일부의 실화이기에, 지금은 먼저 해당 저널의 열로부터 전사 (1901)

## 원천
- The Literature Network